# Южный рабочий
«Южный рабочий» — соціал-демократична газета, що видавалася російською мовою. Випускалася нелегально з січня 1900 по квітень 1903 року. Всього було видано 12 номерів: перші номери видавалися Катеринославським комітетом РСДРП, наступні — соціал-демократичною групою «Южный рабочий», що об'єднала представників організацій Катеринослава, Харкова, Смоленська, Кишинева, Миколаєва та інших південних міст Російської імперії.

## Погляди
«Южный рабочий» виступав проти «економізму» та тероризму, однак на противагу плану Леніна про створення партії на основі принципів централізму висував сепаратистський принцип на основі створення обласних об'єднань. Також, газета відстоювала необхідність розгортання масового революційного руху. На ІІ з'їзді РСДРП в 1903 році делегати газети «Южный рабочий» зайняли позицію «центру».

## Історія
До січня 1900 року в Катеринославі була створена група марксистів, яка заснувала підпільну газету «Южный Рабочий». У місті було видрукувано перший випуск, після чого друкарня була перенесена в Кременчук. Група пропонувала Леніну очолити газету, на що отримала відмову. Зустріч редактора газети Ісаака Христофоровича Лалаянца з Леніним у Москві була зафіксована охоронним відділенням імперії. Встановлене за Лалаянцем стеження вивело до підпільної Кременчуцької друкарні, де владою були виявлені дві тисячі віддрукованих примірників другого випуску газети. Далі були масові арешти і обшуки, був заарештований Лалаянц.
Двоє незаарештованих редакторів, Сергій Харченко та Андрій Гінзбург, разом із Єфремом Левіним до листопада 1900 року випустили третій номер видання. Потім склад редакції змінився: з неї тимчасово відсторонився Левін, однак приєднався Осип Аркадійович Єрманський, який став відігравати в редакції домінуючу роль. Навесні 1901 року поліція заарештувала Харченко. При обшуку в нього було виявлені зашифровані адреси, що в свою чергу призвело до нового розгрому «Южного Рабочего» навесні 1902 року.
Незаарештовані члени редакції оголосили про солідарність із газетою «Искра», відповідну заяву було опубліковано в черговому випуску. Група брала участь в організації Другого з'їзду РСДРП в 1903 році. На з'їзді було прийнято рішення про розпуск «Южного Рабочего», видання газети було припинено.